# José Miguel Elías
José Miguel Elías Galindo (Alforque, provincia de Zaragoza, España, 15 de enero de 1977) es un exciclista español. Como amateur ganó la Vuelta a La Coruña en 2002. Hizo su debut como profesional en el año 2003 con el equipo Relax-Fuenlabrada, que posteriormente fue Relax-GAM.

## Palmarés
2004
- 1 etapa de la Vuelta a Portugal

## Resultados en Grandes Vueltas
| Carrera | Carrera         | 2003 | 2004 | 2005 | 2006 | 2007 | 2008 |
| ------- | --------------- | ---- | ---- | ---- | ---- | ---- | ---- |
|         | Giro de Italia  | —    | —    | —    | —    | —    | —    |
|         | Tour de Francia | —    | —    | —    | —    | —    | —    |
|         | Vuelta a España | —    | 39.º | 31.º | 25.º | —    | —    |

—: no participa

Ab.: abandono

## Equipos
- Relax (2003-2007)
  - Relax-Fuenlabrada (2003)
  - Relax-Bodysol (2004)
  - Relax-Fuenlabrada (2005)
  - Relax-GAM (2006-2007)
- Contentpolis-Murcia (2008)